# Гро мансан

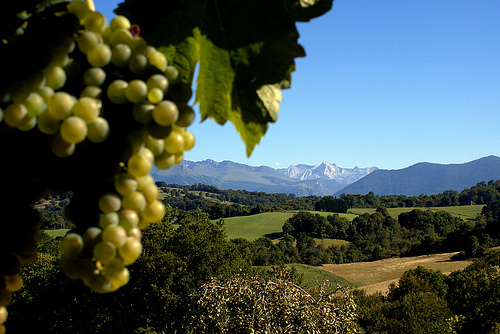
Гроно гро мансан

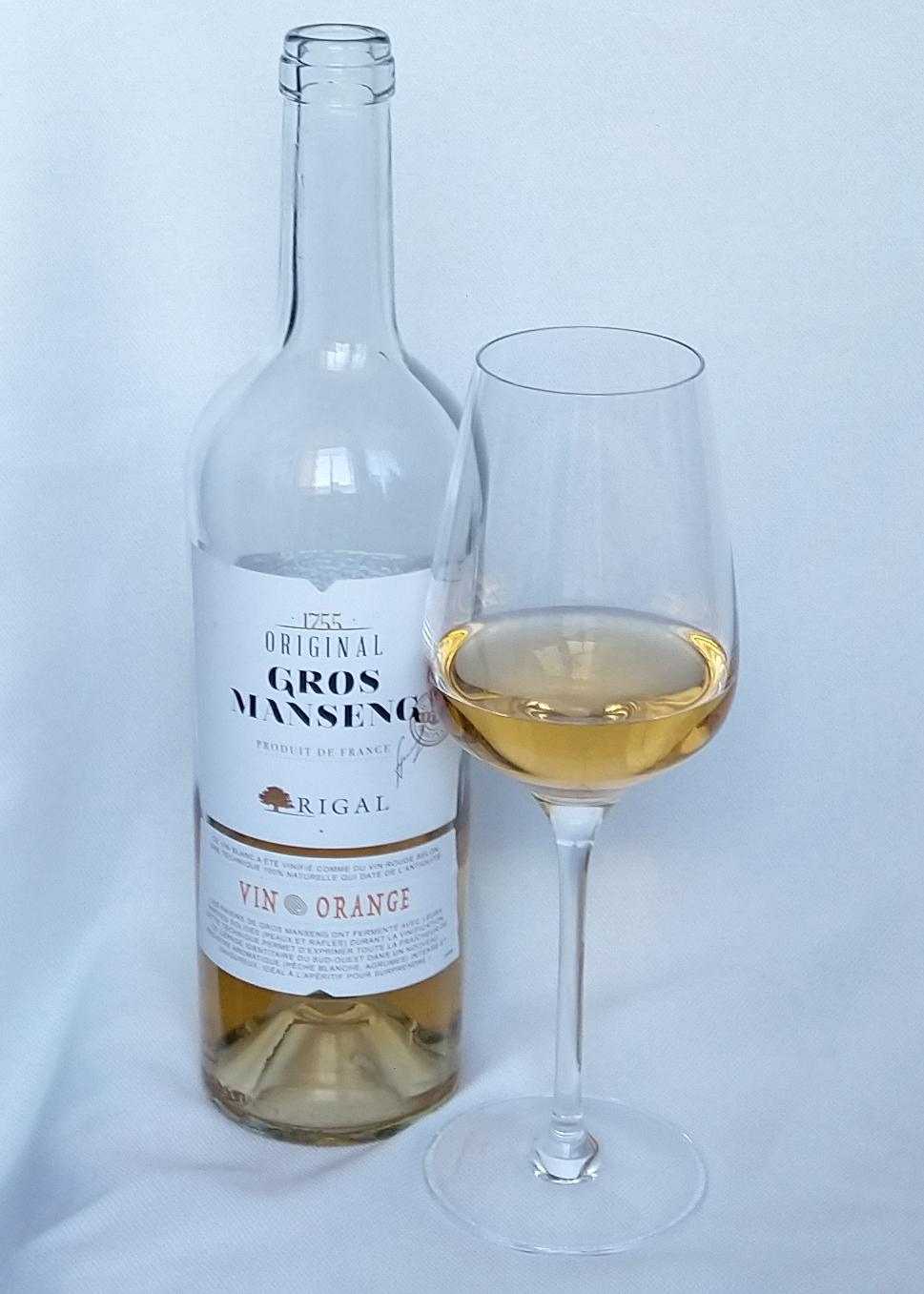
«Бурштинове вино» з винограду гро мансан

Гро мансан (фр. Gros manseng) — французький технічний (винний) сорт білого винограду.

## Розповсюдження
Розповсюджений на південному заході Франції, зокрема у провінції Гасконь.

## Характеристики сорту
Пізньостиглий сорт. Квітка двостатева. Лист округлий, слабо розсічений, майже цільний, п'ятиловатевий. На нижній стороні листа слабке опушення. Черешкова виїмка відкрита вузьколіроподібна і закрита з еліптичних. Гроно середнє, конічне, середньої щільності або щільне, іноді з «крилами». Ягоди дрібні або середні, округлі, зеленувато-білі, із «засмагою», вкриті середньої щільності нальотом кутину. М'якоть соковита, шкірка тонка, смак гармонійний. Сорт вразливий до мільдью, але стійкий до сірої гнилі. Врожайність вище середньої.

## Характеристики вина
З гро мансан виробляють сухі пряні вина з високою кислотністю, з ароматами цитрусових, абрикосів та гірчинкою в післясмаку.